# 小田切昌重
小田切 昌重（おだぎり まさしげ）は、戦国時代から江戸時代初期の武将。徳川氏家臣。

## 経歴・人物
『甲陽軍鑑』によると、父昌吉と共に原昌胤の「おぼへの衆」として配置される。のち天正10年（1582年）3月の武田氏の滅亡後、父と共に徳川家康に仕え、のち遠江国秋葉寺にて連署の誓詞を奉る。同年12月3日（12月27日）甲斐国山梨郡にて36貫文余りの地を賜る。天正18年（1590年）小田原征伐にて戦功を挙げる。のち関ヶ原の戦いにて井伊直政に従い、戦死する。